# والتر سوسنگوت
والتر سوسنگوت (آلمانی: Walther Süssenguth; ۸ فوریهٔ ۱۹۰۰ – ۲۸ آوریل ۱۹۶۴) هنرپیشه اهل آلمان بود.
از فیلم‌ها یا برنامه‌های تلویزیونی که وی در آن نقش داشته‌است می‌توان به رامبرانت، قلب ملکه اشاره کرد.